# حارة سباحة
يتم استخدام حارة السباحة swimlane (كما في الرسم التخطيطي لحارة السباحة ) في مخططات تدفق العملية ، أو المخططات الانسيابية ، التي تميز بصريًا مشاركة الوظيفة والمسؤوليات للعمليات الفرعية لعملية الأعمال . يمكن ترتيب الممرات إما أفقيًا أو رأسيًا.

مخطط انسيابي للمسار. هنا ، يتم تسمية حارات السباحة باسم العميل ، والمبيعات ، والعقود ، والقانون ، والوفاء ، ويتم ترتيبها عموديًا.

## سمات حارة السباحة
يختلف المخطط الانسيابي لحارة السباحة عن المخططات الانسيابية الأخرى في تلك العمليات والقرارات التي يتم تجميعها بصريًا عن طريق وضعها في الممرات . تقسم الخطوط المتوازية للمخطط إلى ممرات ، مع حارة واحدة لكل شخص أو مجموعة أو عملية فرعية. يتم تسمية الممرات لإظهار كيفية تنظيم المخطط.
في المثال الجاري ، يمثل الاتجاه العمودي تسلسل الأحداث في العملية الكلية ، بينما توضح التقسيمات الأفقية العملية الفرعية التي تؤدي هذه الخطوة. تمثل الأسهم بين الممرات كيفية تمرير المعلومات أو المواد بين العمليات الفرعية.
بالتناوب ، يمكن تدوير التدفق بحيث يقرأ التسلسل أفقيًا من اليسار إلى اليمين ، مع إظهار الأدوار المتضمنة على الحافة اليسرى. يمكن أن يكون هذا أسهل في القراءة والتصميم ، نظرًا لأن شاشات الكمبيوتر عادة ما تكون أعرض من طولها ، مما يوفر رؤية محسّنة للتدفق.
يتيح استخدام الرموز القياسية إظهار الارتباط الواضح بين مخططات التدفق ذات الصلة عند تخطيط التدفقات ذات العلاقات المعقدة.

## الإستعمال
عند استخدامها لرسم تخطيطي لعملية تجارية تتضمن أكثر من قسم واحد ، غالبًا ما تعمل مسارات السباحة على توضيح ليس فقط الخطوات والموظف المسؤول عن كل منها ، ولكن أيضًا كيفية حدوث التأخيرات أو الأخطاء أو الغش على الأرجح.
تستخدم العديد من منهجيات نمذجة العمليات مفهوم حارات السباحة ، كآلية لتنظيم الأنشطة في فئات مرئية منفصلة لتوضيح القدرات أو المسؤوليات الوظيفية المختلفة ( الأدوار التنظيمية). تُستخدم حارات السباحة في منهجيات نمذجة الرسم التخطيطي لنشاط لغة النمذجة الموحدة (BPMN) ، وUnified Modeling Language activity diagram.
.

## البدائل
تم تقديم حارة السباحة Swimlane لأول مرة إلى عملية النمذجة القائمة على الكمبيوتر بواسطة IGrafx في عام 1993 وتم تسجيلها كعلامة تجارية في عام 1996. قد يشار إليها أيضًا على أنه انطاق وظيفي (كما هو الحال في Microsoft Visio 2007) ويتم استخدامها بنفس الطريقة ، لإنشاء مخطط انسيابي متعدد الوظائف لتعيين عملية داخل الوحدات الوظيفية للعمل.  جاء مصطلح النطاق الوظيفي بعد استخدام حارة السباحة ويبدو أنه في انخفاض باعتباره المصطلح المقبول حيث تم قبول BPMN على نطاق واسع كمعيار نمذجة.
المصطلح الآخر المستخدم هو "مخطط التدفق الوظيفي" المفيد لتحسين الإنتاجية ومشاريع تصميم الأنظمة. بعد إنشاء سير العمل وواجهات الأنظمة "كما هي" ، يتم تبسيط خطوات العمل لأتمتة العمليات (أي أن تتم العمليات آليا) كلما كان ذلك عمليًا ونقل الخطوات إلى عمليات العمل اللاحقة. ثم يتم إنشاء نموذج "ليكون نموذج" للعمليات البشرية ووثيقة تصميم أنظمة ذات صلة تم تطويرها لتلك المؤتمتة. عادةً ما يتم تحقيق مكاسب إنتاجية تزيد عن 30٪ حتى بالنسبة للعمليات التي تظل يدوية.

## الأصل
ظهرت الرسوم التخطيطية لمسار السباحة لأول مرة في الأربعينيات من القرن الماضي كتنوع في مخطط عملية التدفق يسمى المخططات متعددة الأعمدة.  أطلق عليها "جيري روملر" و "ألان براش " في كتابهما تحسين الأداء (1990). تم تقديمهم لأول مرة إلى الرسم التخطيطي المستند إلى الكمبيوتر بواسطة iGrafx. تُعرف أيضًا حارات السباحة باسم "مخططات روملر-براش". أصل آخر محتمل لمصطلح حارة السباحة هو جزء من مصمم العمليات الرسومية JBoss jBPM jPDL (لغة تعريف العملية) وهو جزء من إطار عمل JBoss jBPM للغات الكمبيوتر. 
تم تطوير عرض حارة السباحة Swimlane في أوائل الثمانينيات من قبل البروفيسور دكتور بينير كجزء من أطروحة الدكتوراه الخاصة به حول متطلبات مفهوم IT و CIM في معهد مرافق المصانع في بروف. وينداهلl في TU-Har.
تم تطوير نموذج عملية كان فيه تحليل العملية القائمة على الدور والنمذجة نقطة البداية لحل تكنولوجيا المعلومات القائم على تكنولوجيا المعلومات IT-based IT solution أو ، في حالة " حل CIM " ، الذي أمكن من تطوير مفهوم IT-CIM .

## أنظر أيضًا
- سير العمل
- سلسلة عملية يحركها الحدث
- مخطط

## روابط خارجية
- إرشادات مسار السباحة ، النمذجة الرشيقة ، تخطيط العمليات